# Хуайхэ
Хуайхэ́ (кит. упр. 淮河, пиньинь Huái Hé) — река в восточной части Китая, протекающая по Великой Китайской равнине. Длина — 813 км, площадь бассейна — 187 тыс. км². Средний расход воды приближается к 1000 м³ в секунду, максимальный расход воды — 10-13 тыс. м³ в секунду. Для этой реки характерны летние паводки.

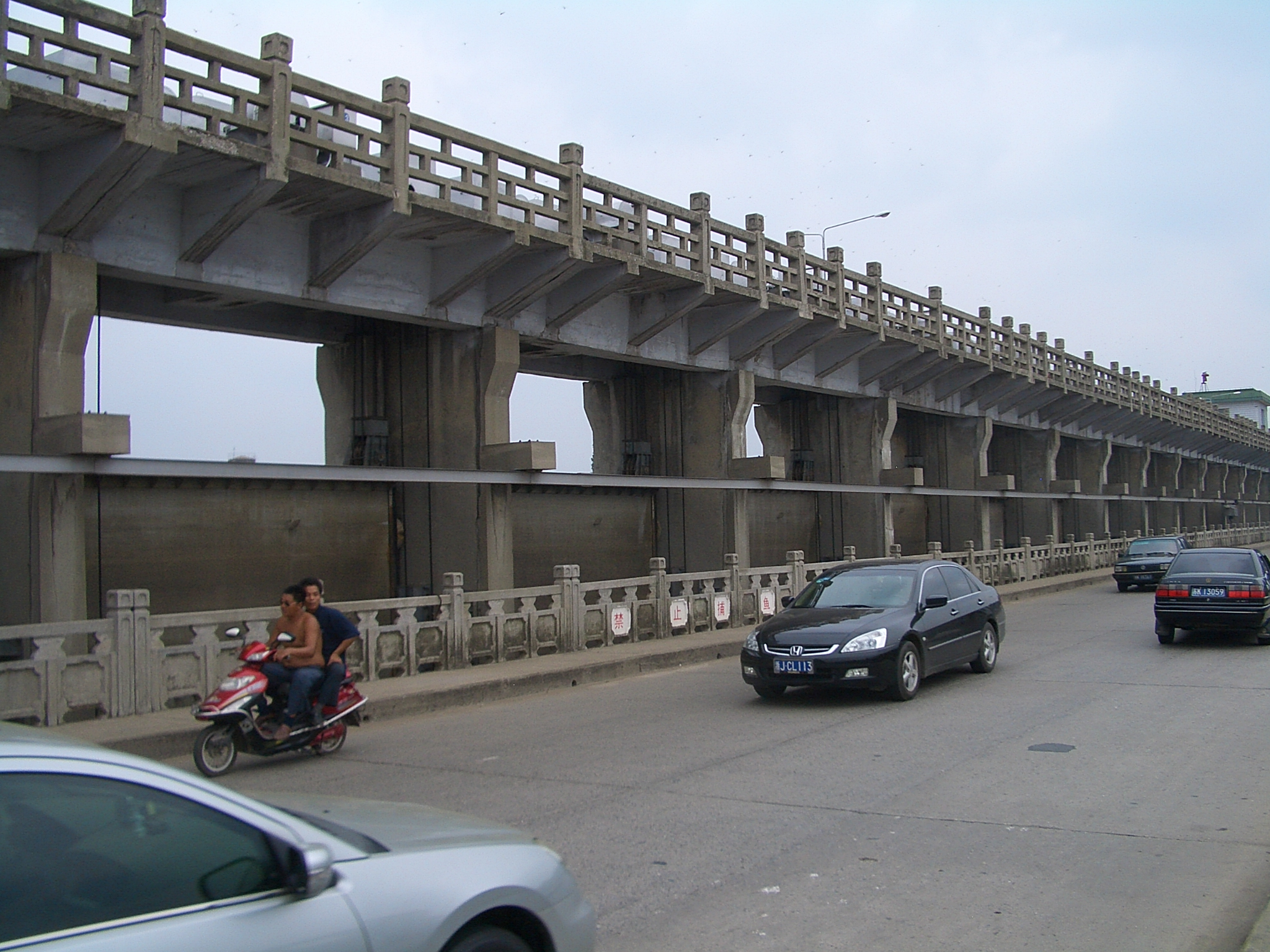
Дамба Ваньфу на реке Ляоцзягоу, одном из главных водотоков, по которым вода Хуайхэ течет в Янцзы. Одно из главных гидротехнических сооружений, предотвращающих наводнения в этой местности.

В связи с тем, что Хуайхэ несёт много наносов, русло реки за счёт их отложения местами пролегает выше прилегающей к ней равнины. В прошлом это создавало повышенную угрозу наводнений, наиболее масштабные из которых вызывали изменение русла реки до такой степени, что временами она впадала то в Янцзы, то в Хуанхэ, то в Жёлтое море. За счёт строительства в 50 — 60-е годы XX в. крупных ирригационных сооружений угроза наводнений в бассейне Хуайхэ была сведена к минимуму.
В настоящее время через систему озёр и каналов бо́льшая часть стоков Хуайхэ поступает в реку Янцзы.
Воды Хуайхэ активно используются для ирригации. В нижнем течении она соединена Великим каналом с Янцзы и Хуанхэ.
На Хуайхэ расположены города Хуайнань и Бэнбу.

## Притоки
- Жухэ
- Инхэ, левый приток.

## Этимология названия
На китайском языке глагол huái (淮) означает «впадать, вливаться», существительное hé (河) — «река».